# Roselyn Sánchez
Roselyn Sánchez Rodríguez (San Juan, 2 de abril de 1973) é uma modelo, cantora e atriz de televisão norte-americana nascida em Porto Rico.

## Biografia
Roselyn é a mais jovem de quatro irmãos. Ela fez sua educação primária em San Juan. Desde cedo, demonstrou interesse em dançar e em atuar, participando de alguns shows. Em 1991, aos 18 anos, Roselyn mudou-se para Nova York, onde teve aulas de dança, canto e atuação. Ela retornou à sua cidade natal no ano seguinte para fazer seu primeiro filme, Captain Ron, interpretando uma garota da ilha.
Ela foi matriculada na Universidade de Porto Rico, onde, como seu pai e irmãos, estudou marketing. No entanto, ela abandonou a faculdade três anos depois para focar em sua carreira de atriz. Em 1993, Roselyn ganhou concurso Miss Puerto Rico Petite e, em 1994, obteve o título internacional Miss America Petite. Em seu país, ela adquiriu atenção pública como dançarina e por participar de um famoso show da ilha, "Que Vacilon". Roselyn interpretou "Pilar Domingo" na novela da CBS, As the World Turns, entre 1996 e 1997.
Em 2001, Sanchez foi lançada como "Isabella Molina", a agente secreta pela qual o "Inspetor Chefe Lee" (Jackie Chan) se apaixona no filme Rush Hour 2. Em 2003, atuou como "Lorena" no filme Chasing Papi, ao lado de Jaci Velasquez e Sofia Vergara.
Roselyn Sanchez já atuou em 20 filmes, incluindo como "Maria" em Edison, bem como "Karen Lopez" em Underclassman. Ela aparecerá nos filmes Venus & Vegas e Cayo que estão no estágio de pós-produção. No momento, ela está compondo um musical sobre uma cantora/dançarina/atriz que viaja de Porto Rico a Nova York, no qual naturalmente ela vai ser a parte principal.
Em 2005, seu primeiro álbum chamado Borinqueña, foi lançado. O primeiro single do álbum Amor Amor ganhou muita atenção e, inclusive, uma indicação de Melhor Clipe no Grammy Latino. No outono de 2005, juntou-se ao elenco da série Without a Trace, interpretando a agente Elena Delgado, personagem que fez até 2009, quando a série foi cancelada.
Em junho de 2013, começou a estrelar a série Devious Maids, no qual interpretou a empregada e aspirante a cantora, Carmen Luna. A série foi cancelada em 2016 pelo canal Lifetime, após 4 temporadas.
Em 2019, estrelou a série Grand Hotel como Gigi Mendoza.

## Vida Pessoal
Roselyn namorou com o brasileiro Maurício Heloísio Jr. entre 1994 e 1995, e foi casada com o ator Gary Stretch de 1999 a 2001. Em dezembro de 2005, ela anunciou que o seu duradouro relacionamento como o cantor de salsa, Víctor Manuelle tinha terminado.
Em 2007, começou a namorar com o ator Eric Winter, e em novembro de 2008, se casaram em Porto Rico. O casal tem dois filhos juntos: uma filha, Sebella (nascida em janeiro de 2012), e um filho, Dylan (nascido em novembro de 2017).
Roselyn apoia os direitos animais e é um membro ativo do People for the Ethical Treatment of Animals (PETA). Ela apareceu nua no PETA, numa campanha anti-casacos de pele de animais. Ela também é a porta-voz da Fundación de Niños San Jorge, que presta assistência a crianças doentes de famílias pobres.

## Filmografia
| Filmes    | Filmes                     | Filmes                     | Filmes                                  |
| Ano       | Título                     | Papel                      | Notas                                   |
| --------- | -------------------------- | -------------------------- | --------------------------------------- |
| 1992      | Captain Ron                | Clarise                    |                                         |
| 1999      | Segura a Onda              | Trina                      |                                         |
| 2001      | A Hora do Rush 2           | Isabella Molina            |                                         |
| 2002      | Cruzeiro das Loucas        | Gabriella                  |                                         |
| 2002      | Nightstalker               | Gabriella Martinez         |                                         |
| 2003      | Violação de Conduta        | Nunez                      |                                         |
| 2003      | Chasing Papi               | Lorena                     |                                         |
| 2004      | Larceny                    | Angela                     |                                         |
| 2005      | Shooting Gallery           | Jezebel Black              | Diretamente em vídeo                    |
| 2005      | Edison - Poder e Corrupção | Maria                      |                                         |
| 2005      | Cayo                       | Julia (jovem)              |                                         |
| 2005      | Um Tira Acima da Média     | Karen Lopez                |                                         |
| 2005      | State Property 2           | D.A.                       |                                         |
| 2006      | Yellow                     | Amaryllis Campos           | Também Escritora e Produtora            |
| 2007      | Treinando o Papai          | Monique Vasquez            |                                         |
| 2007      | A Hora do Rush 3           | Isabella Molina            | Participação em na cena excluída do DVD |
| 2012      | Ato de Coragem             | Morales                    |                                         |
| 2016      | Mothers and Daughters      | Jessica                    |                                         |
| 2018      | Traffik                    | Malia                      | [ 17 ]                                  |
| 2019      | A Taste of Summer          | Gabby                      | Telefilme do Hallmark Channel           |
| Televisão |                            |                            |                                         |
| Ano       | Título                     | Papel                      | Notas                                   |
| 1996-1997 | As the World Turns         | Pilar Domingo              | 23 episódios                            |
| 1997-1998 | Fame L.A.                  | Lili Arguelo               | 21 episódios                            |
| 1999      | Ryan Caulfield: Year One   | Kim Veras                  | 2 episódios                             |
| 2000      | Nash Bridges               | Belinda Cruz               | 2 episódios                             |
| 2002      | The Drew Carey Show        | Maria                      | 1 episódio                              |
| 2002      | In-Laws                    | Dani                       | Episódio: "If You Can't Stand the Heat" |
| 2003-2004 | Dragnet                    | Det. Elana Macias          | 3 episódios                             |
| 2005      | Kojak                      | ADA Carmen Warrick         | 10 episódios                            |
| 2005-2009 | Without a Trace            | Elena Delgado              | Protagonista, 89 episódios              |
| 2009      | Royal Pains                | Sofia Santos               | Episódio: "Crazy Love"                  |
| 2011      | Rizzoli & Isles            | Valerie Delgado            | Episódio: "Can I Get a Witness?"        |
| 2012      | Desperate Housewives       | Carmen Luna                | Episódio: "Finishing the Hat"           |
| 2013-2016 | Devious Maids              | Carmen Luna                | Protagonista, 49 episódios              |
| 2014      | Familia en Venta           | Liliana "Lili" de Sabatier |                                         |
| 2016      | Telenovela                 | Repórter                   | Episódio: "The Harricane"               |
| 2019      | Grand Hotel                | Gigi Mendonza              | Protagonista, 13 episódios              |

## Prêmios e Indicações
| Ano  | Premiação                    | Indicação                                | Trabalho         | Resultado |
| ---- | ---------------------------- | ---------------------------------------- | ---------------- | --------- |
| 1998 | ALMA Award                   | Performance Individual em Série de Drama | Fame L.A.        | Indicada  |
| 2002 | ALMA Award                   | Atriz Coadjuvante/secundária em um Filme | A Hora do Rush 2 | Indicada  |
| 2004 | Latin Grammy Awards          | Melhor Videoclipe                        | Amor Amor        | Indicada  |
| 2006 | Black Reel Awards            | Melhor Atriz de TV                       | Kojak            | Indicada  |
| 2007 | NAACP Image Awards           | Melhor Atriz em Série de Drama           | Without a Trace  | Indicada  |
| 2007 | ALMA Award                   | Melhor Atriz Coadjuvante/secundária      | Without a Trace  | Indicada  |
| 2008 | ALMA Award                   | Melhor Atriz em Série de Drama           | Without a Trace  | Venceu    |
| 2009 | ALMA Award                   | Melhor Atriz em Série de Drama           | Without a Trace  | Indicada  |
| 2012 | ALMA Award                   | Melhor Atriz em Filme de Drama/Aventura  | Act of Valor     | Indicada  |
| 2014 | NAACP Image Awards           | Melhor Atriz de Televisão                | Devious Maids    | Indicada  |
| 2015 | NAACP Image Awards           | Melhor Atriz de Televisão                | Devious Maids    | Indicada  |
| 2018 | Raúl Juliá Foundation Awards | Prêmio por Contribuição                  |                  | Venceu    |